# Teobaldo de Arles
Teobaldo de Arles ou também Thédobald, Théotbald, Thibaud, ou Theobald de Arles (entre 850 e 860 - Junho de 887 ou 895)). Foi filho de Huberto de Arles (c. 830 - 864 ou 866), foi Conde de Arles  e abade da Abadia de Saint-Maurice de Agaunum, localizada no Cantão de Valais na Suíça. Pertencia à família dos Bosónidas que formaram a primeira dinastia de Borgonha.

## Relações familiares
Foi filho de Huberto de Arles (c. 820 - ou 864 ou 866) e de uma senhora cujo nome a história não registou. Casou-se em 879, provavelmente 19 anos, com Berta da Lotaríngia (863 - 8 de março de 925), filha ilegítima do rei Lotário II da Lotaríngia e de Teutberga de Valois (? - 875), filha de Bosão de Valois "O Velho" conde de Valois (800 - 855), com quem teve:
1. Hugo de Arles (c. 880 - 10 de abril de 947), Conde e Marquês da Provença, rei carolíngio de Itália rei da Borgonha e Provença Cisjurana (911-928.
2. Bosão de Arles e Avinhão (885 - 936), Conde de Provença entre 926 e 931 e marquês da Toscânia de 931 até 936, foi casado por duas vezes, da 1ª a história não regista o nome da esposa, o 2º casamento foi com Vila da Borgonha ou Guilda da Borgonha (912- ?), filha de Rodolfo I de Borgonha e de Vila de Provença.
3. Teutberga de Arles (c. 887 - antes de setembro de 948), casada em 908 com Guerner de Troyes ou Varnário, (c. 885 - 6 de dezembro de 924), conde de Troyes, morto na luta contra os viquingues na Batalha de Chalmont entre Milly-la-Foret e Barbizon.
4. Uma filha (? - † depois de 924).
5. Gisela de Arles casada com Bonifácio I da Toscânia[7].
6. Guido da Toscânia, marquês da Toscânia casado com Marózia I da Itália, rainha da Itália e rainha de Provença.